# Annual Reviews of Pathology: Mechanisms of Disease
Annual Reviews of Pathology – Mechanisms of Disease, abgekürzt Annu. Rev. Pathol.-Mech. Dis., ist eine wissenschaftliche Fachzeitschrift, die vom Annual Reviews-Verlag veröffentlicht wird. Derzeit erscheint die Zeitschrift mit einer Ausgabe im Jahr. Es werden Übersichtsarbeiten veröffentlicht, die sich mit Fragen der Krankheitsentstehung beschäftigen.
Der Impact Factor lag im Jahr 2014 bei 18,75. Nach der Statistik des ISI Web of Knowledge wird das Journal mit diesem Impact Factor in der Kategorie Pathologie an erster Stelle von 75 Zeitschriften geführt.